# Alice au pays des merveilles (mini-série)
Pour les articles homonymes, voir Alice au pays des merveilles (homonymie).
Alice au pays des merveilles (Alice) est une mini-série canado-britannique de fantasy en deux épisodes de 90 minutes, écrite et réalisée par Nick Willing et diffusée les 6 et 7 décembre 2009 sur Showcase ainsi que sur Syfy aux États-Unis.
L'histoire de la série est une libre interprétation des romans de Lewis Carroll intitulés Alice au pays des merveilles et De l'autre côté du miroir.
En France, elle a été diffusée le 17 décembre 2010 sur Syfy France et rediffusée le 13 avril 2011 sur France 4.

## Synopsis
L'histoire se déroule au pays des merveilles, 150 ans après la visite originelle de « la vraie Alice ».

## Distribution
- Caterina Scorsone (VF : Sylvie Jacob) : Alice Hamilton
- Kathy Bates (VF : Denise Metmer) : la Reine de Cœur
- Andrew Lee Potts (VF : Sébastien Desjours) : le Chapelier / David
- Tim Curry (VF : Emmanuel Jacomy) : Dodo
- Colm Meaney (VF : Michel Prud'homme) : le Roi de Cœur
- Philip Winchester (VF : Guillaume Lebon) : le Valet de Cœur
- Matt Frewer : le Chevalier blanc
- Timothy Webber (VF : Denis Boileau) : Le Charpentier
- Eugene Lipinski : les docteurs Dee et Dum
- Alex Diakun : Rat Catcher
- Harry Dean Stanton : la chenille
- Alessandro Juliani : le Neuf de Trèfle
- Zak Santiago (VF : Fabien Jacquelin) : le Dix de Trèfle
- Charlotte Sullivan (VF : Pamela Ravassard) : la Duchesse
- Teryl Rothery (VF : Dominique Westberg) : Carol Hamilton (la mère d'Alice)
- Nancy Robertson (en) : Dormouse
- Janette Bundic (VF : Delphine Rivière) : Alice jeune

## Accueil
La première partie du téléfilm a été vue par 2,454 millions de téléspectateurs, et les deux parties en moyenne par 2,3 millions de téléspectateurs lors de sa première diffusion américaine.